# آلبا تورنس
آلبا تورنس (اسپانیایی: Alba Torrens‎؛ زادهٔ ۳۰ اوت ۱۹۸۹) بازیکن بسکتبال اهل اسپانیا است.
وی در مسابقات کشوری و بین‌المللی در مجموع برندهٔ ۲ مدال طلا، ۲ مدال نقره، ۴ مدال برنز شده‌است.